# Tione degli Abruzzi
Tione degli Abruzzi là một đô thị thuộc tỉnh L'Aquila trong vùng Abruzzo của Ý. Ý. Đô thị này có diện tích 40 km², dân số 380 người. Các làng trực thuộc: Goriano Valli, Santa Maria del Ponte. Các đô thị giáp ranh gồm:
Acciano, Caporciano, Fontecchio, Rocca di Mezzo, Secinaro